# Puerto Berrío
Puerto Berrío es un municipio de Colombia, localizado en la subregión del Magdalena Medio del departamento de Antioquia. Limita por el norte con los municipios de Yolombó, Remedios y Yondó, por el oriente con el departamento de Santander, por el sur con los municipios de Puerto Nare y Caracolí, y por el occidente con los municipios de Caracolí y Maceo. Su cabecera dista 191 kilómetros de la ciudad de Medellín, capital de Antioquia. El municipio posee una extensión de 1.184 kilómetros cuadrados.
Está comunicado por carretera con los municipios de Remedios, Yondó, Puerto Nare, Caracolí y Maceo, y con la localidad de Cimitarra en Santander. Es puerto fluvial sobre el río Magdalena. 

## Toponimia

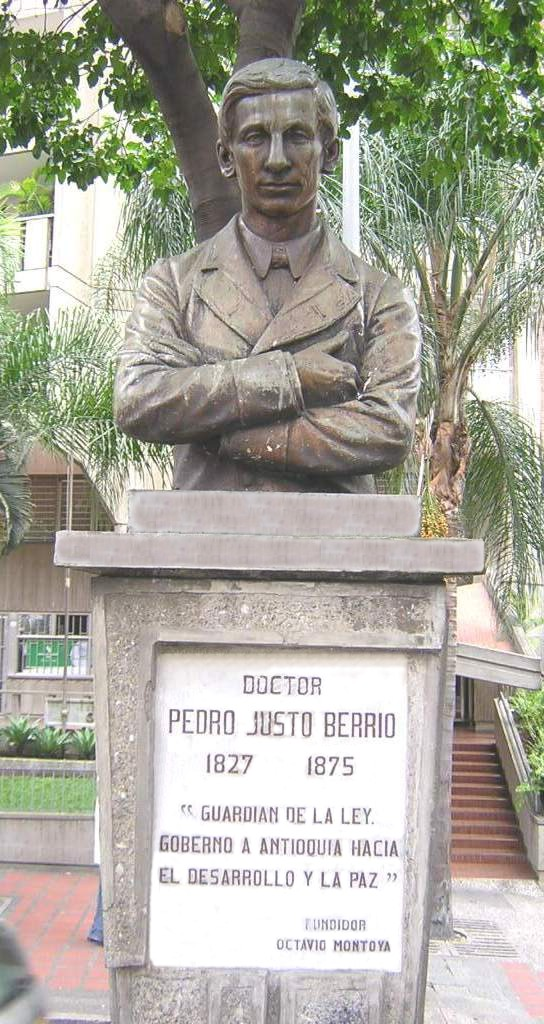
Busto de Pedro Justo Berrio, ubicado en la avenida La Playa de Medellín.

El nombre de la ciudad fue dado el 15 de julio de 1875, unos meses después de la muerte de Pedro Justo Berrío, el presidente del Estado Soberano de Antioquia por el decreto 34 de 1875, dispone de su artículo cuarto, para ponerle el nombre de “Puerto Berrío”, y estableció en él un inspector de policía con funciones de 'corregidor', que comenzó a regir desde el primero de septiembre de 1875 en adelante. Se llamó inicialmente Remolino Grande.

## Historia
En 1801, Alexander von Humboldt trazó un croquis oficial del lugar entonces conocido como Remolino Grande en la región del hoy Puerto Berrío. Posteriormente, el ingeniero cubano Francisco Javier Cisneros, constructor del Ferrocarril de Antioquia, seleccionaría este mismo lugar para construir un puerto para el Estado Soberano de Antioquia, sobre el río Magdalena, a fin de llevar hasta allá el ferrocarril y construir en el sitio una estación terminal. 
En 1875, el gobierno de Antioquia decretó el lugar como fracción administrativa y puerto en honor al gobernante que tuviera Antioquia en ese momento, quien era entonces el general Pedro Justo Berrío. Seguidamente, mediante acto gubernamental de ese año, el puerto recibe el nombre oficial de Puerto Berrío.
La suerte de Puerto Berrío quedó por consecuencia ligada al ferrocarril. Con la llegada del primer tren a Medellín en 1914 se genera un impulso al ferrocarril y una mayor utilización del puerto mediante los buques que desplazaban la carga y pasajeros a la costa norte o al interior del país.
En 1925, un incendio devastó toda la población, a excepción de las instalaciones del Ferrocarril. El pueblo se reconstruyó, y comenzó una época dorada para la localidad. Puerto Berrío se convirtió en epicentro del comercio regional y en sitio obligado para el tránsito de carga, pasajeros y turistas. Este auge económico perduró hasta 1963, cuando el Ferrocarril de Antioquia fue nacionalizado y se unió al Ferrocarril de la Costa y al Ferrocarril del Pacífico.
En 1956, siendo gobernador de Antioquia Ignacio Vélez Escobar, se dio inicio a la construcción de un puente con el fin de unir las redes ferroviarias oriental y occidental del país, este llevaría el nombre de “Monumental”. La construcción del puente estuvo a cargo del ingeniero y doctor Germán Von Menters y con las compañías contratistas IBAÑES MAGNE Y GHH. Aquí la compañía IBAÑES MAGNE sería la encargada de contratar a los obreros, mientras la otra sería la responsable de los ingenieros y demás profesionales encargados de este proyecto.
En este tiempo en el municipio de Puerto Berrio las dos empresas de Alemania por medio de barcos cargaban los materiales para la construcción del puente, para traerlos a Barranquilla, ya que era el mejor transporte que existía en esa época; y de allí mandarlos a Puerto Berrio donde hacían entrega al Hotel Magdalena de estas herramientas.
En 1991 se creó, con rango constitucional, La Corporación del río Grande de La Magdalena, con el propósito de recuperar la navegabilidad del río.
Actualmente, es una ciudad intermedia de gran movimiento comercial, y considerada como la capital del Magdalena Medio antioqueño, con una historia ligada al río Magdalena y al Ferrocarril de Antioquia. Su condición de puerto multimodal, la posibilidad de conexión con Medellín, Bogotá, Bucaramanga y las ciudades de la Costa Caribe por vía terrestre, y su aeropuerto, han sido determinantes en el desarrollo de la región. El majestuoso Hotel Magdalena, bien restaurado como testigo de más de 125 años de historia (primer edificio construido en concreto en el país), y los atractivos naturales exuberantes, son sus más preciados tesoros turísticos a la fecha.

### Primeros pobladores
Los indígenas fueron los primeros habitantes de las riveras del río Magdalena, pero este fue también el camino por el cual los conquistadores lograron entrar al centro del país, tras la búsqueda del oro.

## Geografía

### Localización
Ubicado en la región del Magdalena Medio, al oriente del departamento de Antioquia con coordenadas Latitud Norte 6°29′35″ y Longitud Este 74°24′26″.
Límites del municipio: Limita al norte con los municipios de Remedios y Yondó, por el Nor – Occidente con el municipio de Yolombó, por el occidente con los municipios de Maceo y Caracolí, por el sur con el municipio de Puerto Nare y por el oriente con el Río Magdalena, y los departamentos de Santander y Boyacá.

### Topografía
Características de valle ribereño, alturas y pendientes considerables hacia la cordillera occidental; colinas y mesetas de poca altura entre este y el valle ribereño, 125 m s. n. m. Alto del Abismo, Alto del Indio, Chipre, De la Virgen, San Martín, Ugayca.

### Clima
| Parámetros climáticos promedio de PUERTO BERRIO | Parámetros climáticos promedio de PUERTO BERRIO | Parámetros climáticos promedio de PUERTO BERRIO | Parámetros climáticos promedio de PUERTO BERRIO | Parámetros climáticos promedio de PUERTO BERRIO | Parámetros climáticos promedio de PUERTO BERRIO | Parámetros climáticos promedio de PUERTO BERRIO | Parámetros climáticos promedio de PUERTO BERRIO | Parámetros climáticos promedio de PUERTO BERRIO | Parámetros climáticos promedio de PUERTO BERRIO | Parámetros climáticos promedio de PUERTO BERRIO | Parámetros climáticos promedio de PUERTO BERRIO | Parámetros climáticos promedio de PUERTO BERRIO | Parámetros climáticos promedio de PUERTO BERRIO |
| Mes                                             | Ene.                                            | Feb.                                            | Mar.                                            | Abr.                                            | May.                                            | Jun.                                            | Jul.                                            | Ago.                                            | Sep.                                            | Oct.                                            | Nov.                                            | Dic.                                            | Anual                                           |
| ----------------------------------------------- | ----------------------------------------------- | ----------------------------------------------- | ----------------------------------------------- | ----------------------------------------------- | ----------------------------------------------- | ----------------------------------------------- | ----------------------------------------------- | ----------------------------------------------- | ----------------------------------------------- | ----------------------------------------------- | ----------------------------------------------- | ----------------------------------------------- | ----------------------------------------------- |
| Temp. máx. media (°C)                           | 33.6                                            | 33.7                                            | 33.3                                            | 32.7                                            | 32.6                                            | 32.9                                            | 33.2                                            | 33.2                                            | 32.3                                            | 31.9                                            | 32.1                                            | 32.9                                            | 32.9                                            |
| Temp. media (°C)                                | 27.8                                            | 28.3                                            | 28                                              | 28                                              | 27.6                                            | 27.9                                            | 27.9                                            | 27.9                                            | 27.4                                            | 27.2                                            | 27.5                                            | 27.7                                            | 27.8                                            |
| Temp. mín. media (°C)                           | 22                                              | 22.9                                            | 22.8                                            | 23.3                                            | 22.6                                            | 22.9                                            | 22.7                                            | 22.7                                            | 22.6                                            | 22.6                                            | 23                                              | 22.7                                            | 22.7                                            |
| Precipitación total (mm)                        | 43                                              | 92                                              | 151                                             | 298                                             | 304                                             | 217                                             | 229                                             | 243                                             | 318                                             | 314                                             | 182                                             | 86                                              | 2477                                            |
| Fuente: climate-data.org                        |                                                 |                                                 |                                                 |                                                 |                                                 |                                                 |                                                 |                                                 |                                                 |                                                 |                                                 |                                                 |                                                 |

Bosque Húmedo tropical (Holdrige 1970)
Zona muy calurosa, en sus tiempos, pero en ciertos ámbitos tiende a llegar el frío (23°min aprox) (39° max aprox).

## División territorial
Además de su Cabecera municipal. Puerto Berrío tiene bajo su jurisdicción los centros poblados:
- Bodegas.
- Cabañas.
- Calera.
- Dorado - Calamar.
- El Brasil.
- La Carlota.
- La Cristalina.
- Malena.
- Minas del Vapor.
- Puerto Murillo.
- Santa Martina.
- Virginias.

## Demografía

### Natalidad y mortalidad
Nacimientos
Mujeres
Hombres
La longevidad en el municipio es de 75 años, siendo esta mayor en mujeres que en hombres.

### Etnografía

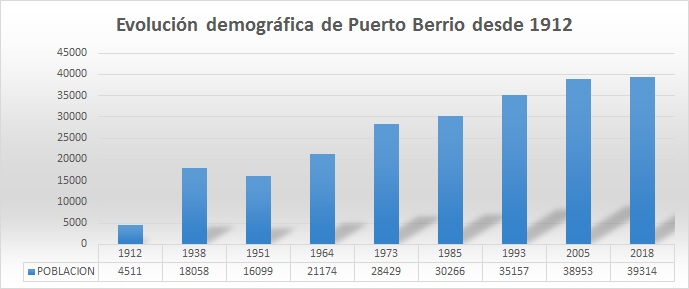
Evolución demográfica de Puerto Berrio desde 1912

Según las cifras presentadas por el DANE del censo 2005, la composición etnográfica del municipio es:
- Mestizos & blancos (86,9%)
- Afrocolombianos (12,9%)
- Indígena (0,2%)

Población Total: 39 314 hab. (2018)
- Población Urbana: 32 623
- Población Rural: 6 691

Alfabetismo
85.8% (2005)
- Zona urbana: 87.3%
- Zona rural: 75.0%

## Gobierno y administración
Puerto Berrío está regido por un sistema democrático basado en los procesos de descentralización administrativa generados a partir de la proclamación de la Constitución Política de Colombia de 1991. Al municipio lo gobierna un alcalde (poder ejecutivo) y un Concejo Municipal (corporación pública de control político). El único poder legislativo de Colombia es el Congreso de la República.
El Alcalde de Puerto Berrío es el jefe de Gobierno y de la administración municipal, representando legal, judicial y extrajudicialmente al municipio. Es un cargo elegido por voto popular para un periodo de cuatro años. Entre sus funciones principales está la administración de los recursos propios de la municipalidad, velar por el bienestar y los intereses de sus conciudadanos y representarlos ante el Gobierno Nacional.
El Concejo de Puerto Berrío es una Corporación Administrativa de elección popular, compuesta por 13 ediles de diferentes tendencias políticas, elegidos democráticamente para un período de cuatro años, y cuyo funcionamiento tiene como eje rector la participación democrática de la comunidad. El concejo es la entidad deliberante de la ciudad, emitiendo acuerdos de obligatorio cumplimiento en su jurisdicción territorial. Entre sus funciones está aprobar los proyectos del alcalde.
Administrativamente Puerto Berrío se divide en dos grandes grupos: Administración Municipal (en secretarías) y Entidades Descentralizadas.

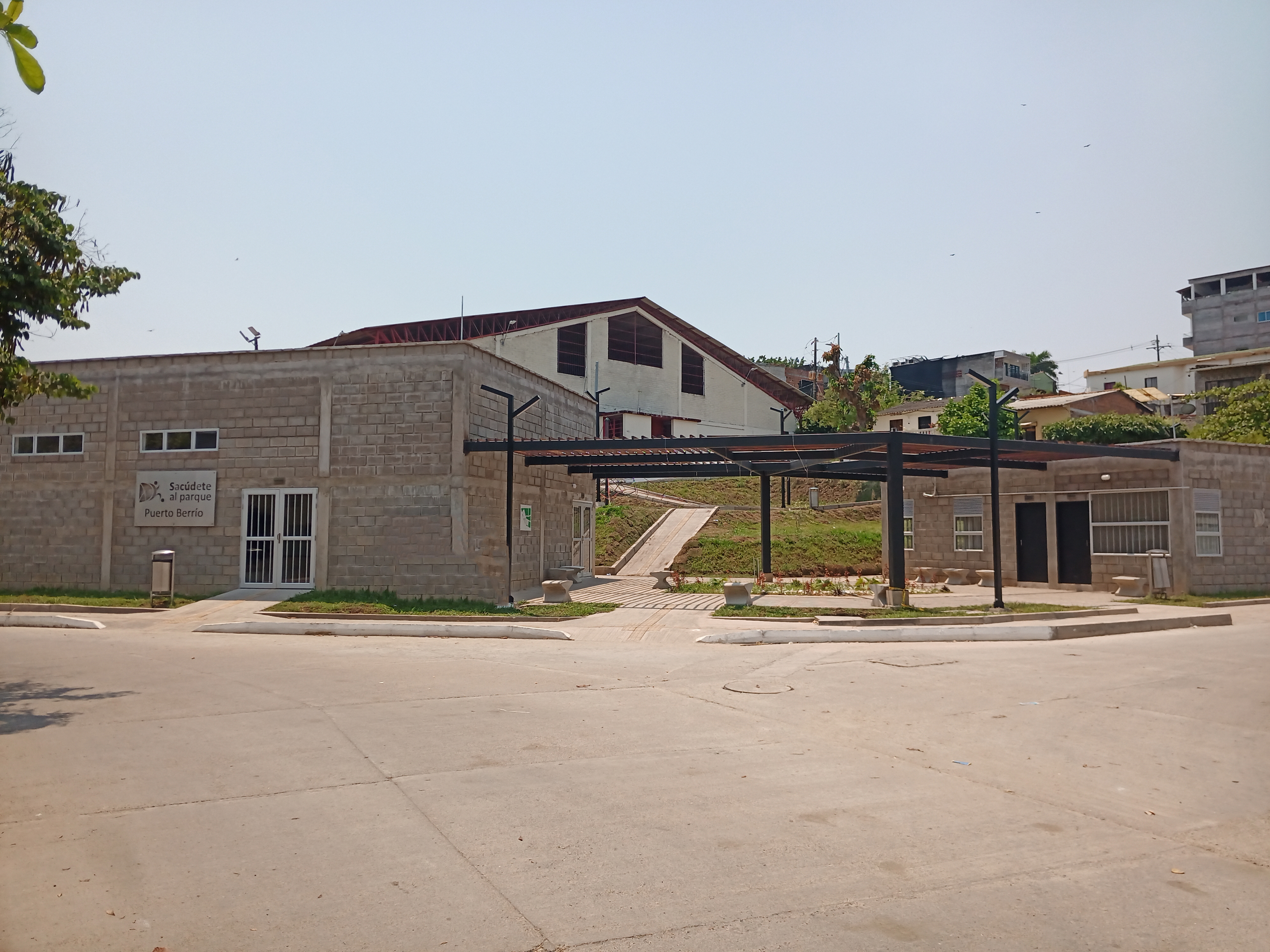
Los centros Sacúdete son la estrategia del Gobierno que tiene como objetivo la promoción de la convivencia ciudadana, a través de la innovación y el talento juvenil en el país, contribuir al cierre de brechas y la generación de la equidad en Colombia, mediante el acompañamiento y el acceso a la información y al conocimiento, la salud, la cultura, el emprendimiento, la tecnología y el deporte.

| Secretarías                                                  |
| ------------------------------------------------------------ |
| Secretaría de Hacienda                                       |
| Secretaría de Planeación e Infraestructura Física            |
| Secretaría de Movilidad, Transporte y Tránsito               |
| Secretaría de Educación y Cultura                            |
| Secretaría de Salud y Desarrollo Social                      |
| Secretaría de Agricultura, Medio Ambiente y Desarrollo Rural |
| Secretaría Ejecutiva                                         |
| Secretaría General y de Gobierno                             |

| Entidades descentralizadas                           |
| ---------------------------------------------------- |
| Fondo de Vivienda de Interés Social y Reforma Urbana |
| Aguas del Puerto S.A. E.S.P.                         |
| Personería Municipal de Puerto Berrío, Antioquia     |
| Concejo Municipal de Puerto Berrío, Antioquia        |
| Juzgados Municipales                                 |

ALCALDES
| ALCALDE                  | AÑO |
| ------------------------ | --- |
| IVAN DARIO PINEDA OSORIO |     |
|                          |     |
|                          |     |
|                          |     |

## Infraestructura y equipamiento urbano

### Salud

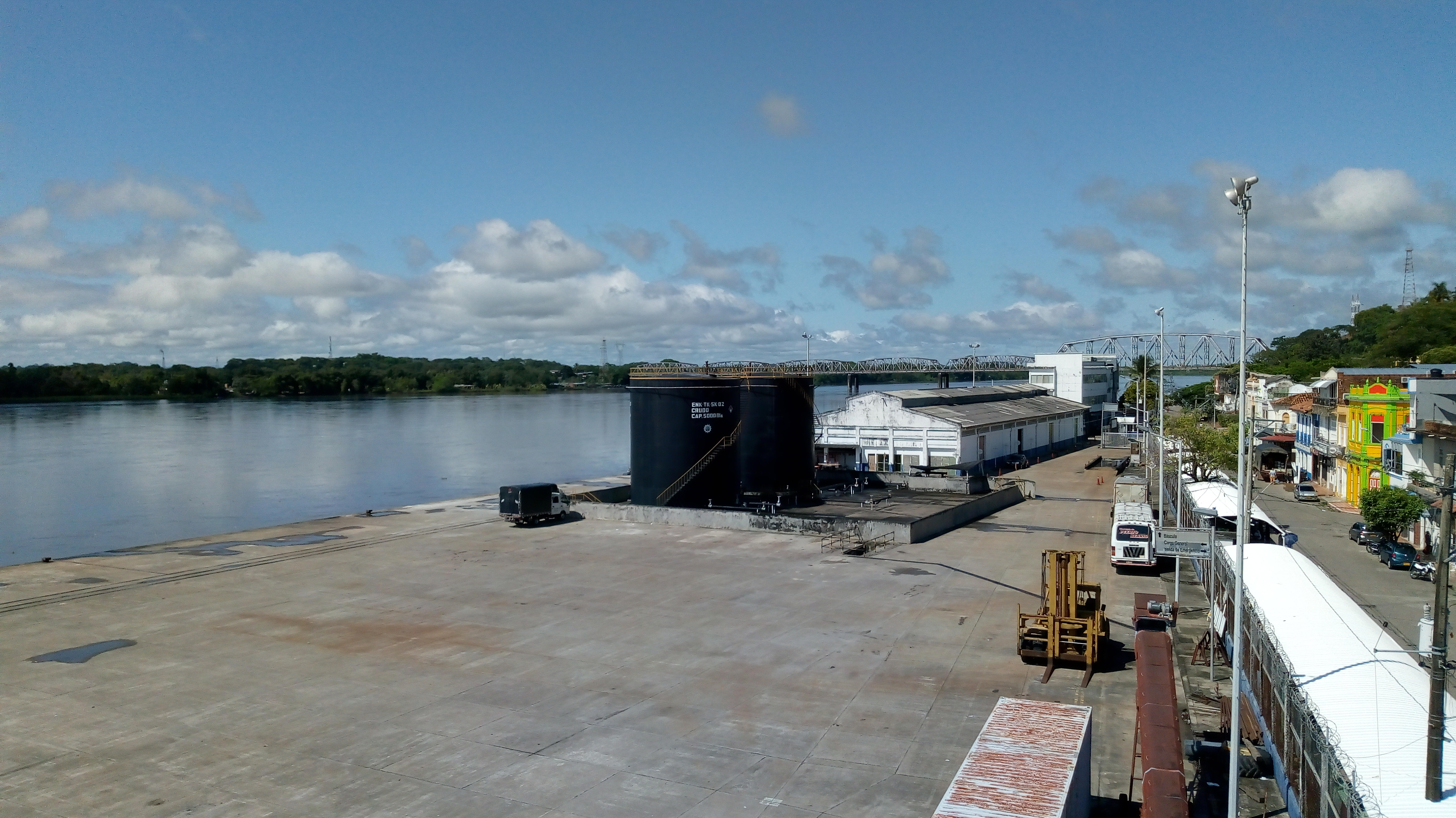
Muelle multimodal sobre el Río Magdalena en Puerto Berrio - Antioquia

El municipio cuenta con un Hospital de segundo nivel de atención, centros de salud, laboratorios clínicos, consultorios médicos particulares y ópticas.
El Hospital La Cruz se trasforma en Empresa Social del Estado Hospital La Cruz mediante el Decreto 040 del 18 de diciembre de 1995, este último liquidado en el año de 2013 por el Liquidador Amaury Machado Renteria y el alcalde, en este periodo, Robinson Alberto Baena Zuluaga.
El Centro de Investigaciones Médicas de Antioquia CIMA recibe el Hospital el 8 de noviembre de 2013, operándolo hasta el 30 de enero de 2015. La Clínica PAJONAL empieza su operación el 1 de febrero de 2015 y están hasta el 30 de agosto de 2015. FUNDASALUD IPS, empieza la operación, en las instalaciones del desaparecido hospital La Cruz, el 1 de septiembre de 2015, estos terminan su operación el 22 de junio de 2017. El 23 de junio de 2017 lo toma La Empresa Social del Estado Hospital César Uribe Piedrahíta, quien entrega el 11 de febrero de 2024. La operación del hospital queda a cargo de la Clínica Genezen a partir del 12 de febrbero de 2024.

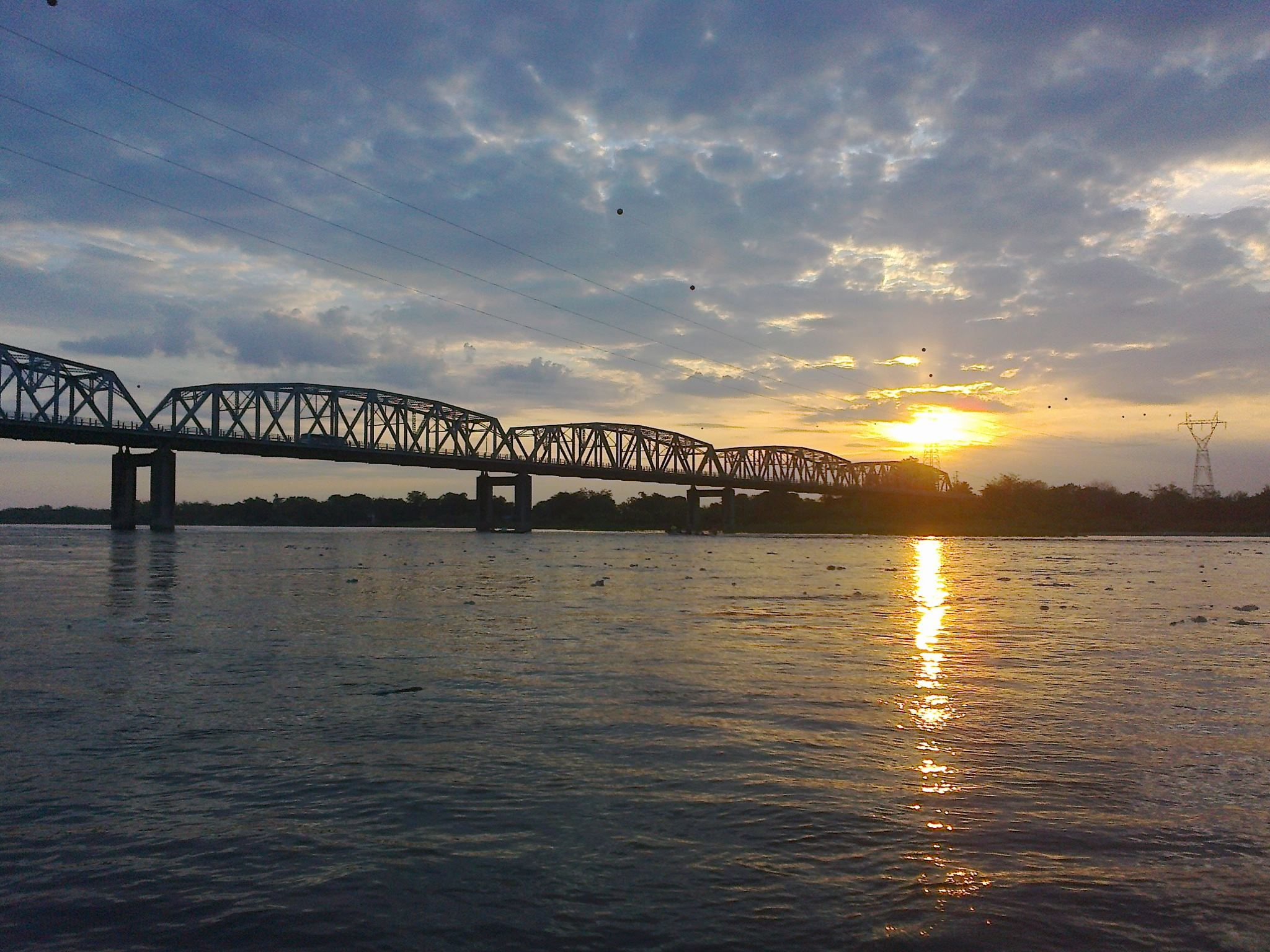
El puente Monumental cuenta con 500 t de estructura, un arco principal de 150 m de longitud y otros 5 arcos de 76 m, dando a un total de 540 m de longitud. Posee 7 pilares de acero a una profundidad de 24 m y sobre el nivel del agua 13 m aproximadamente.
El pilar número 4 es el más grande, tiene 9 m de ancho en su estructura y duró cuatro años su construcción.

el puente en su mayoría fue construido con mano de obra de las ciudades costeras de Colombia, como Barranquilla, Santa Marta y Cartagena. La mano de obra costera es muy bien reconocida en todo el país por muchas obras de calidad y diseños modernos.
Centros de salud

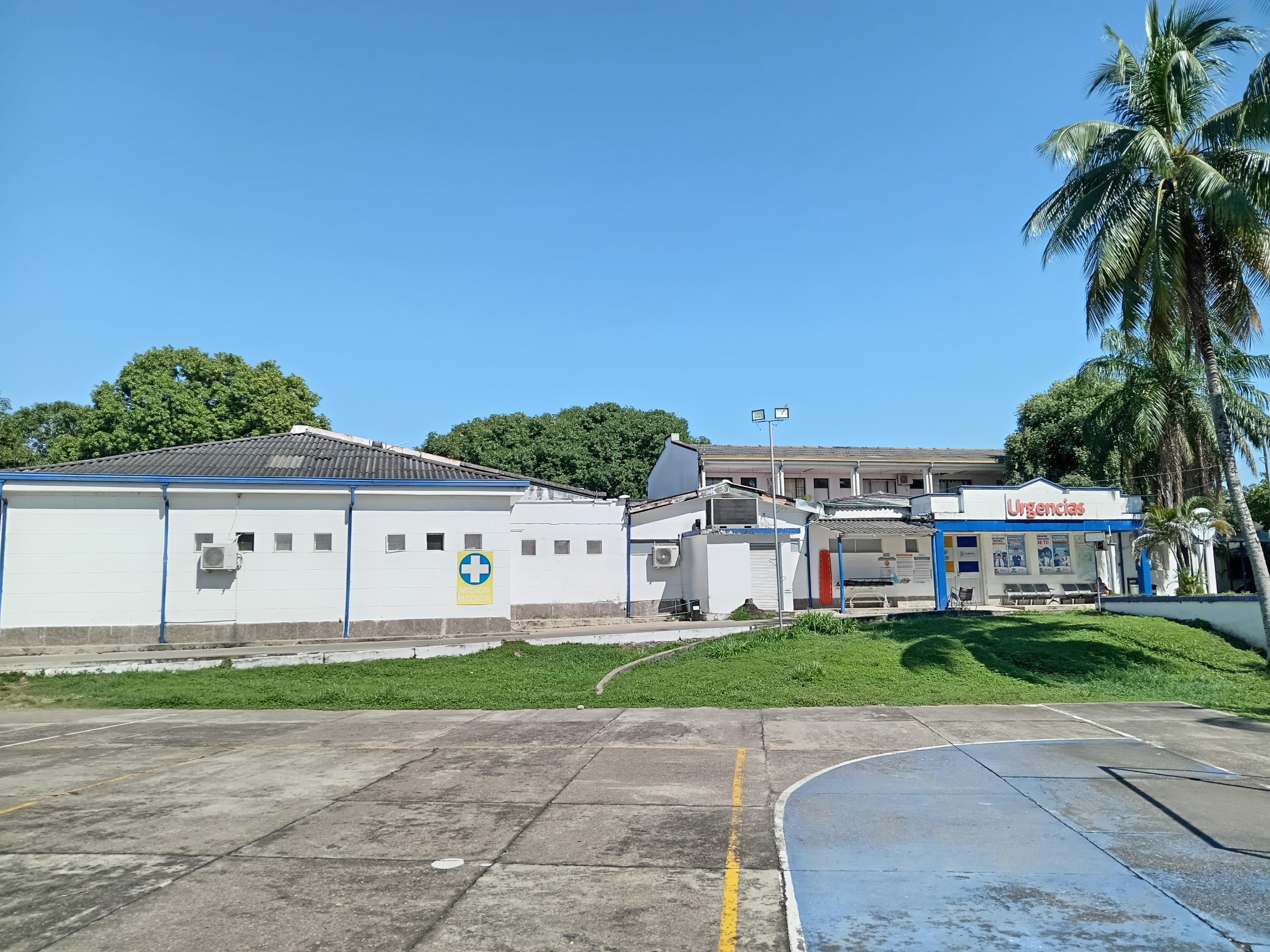
Hospital de segundo nivel en Puerto Berrio

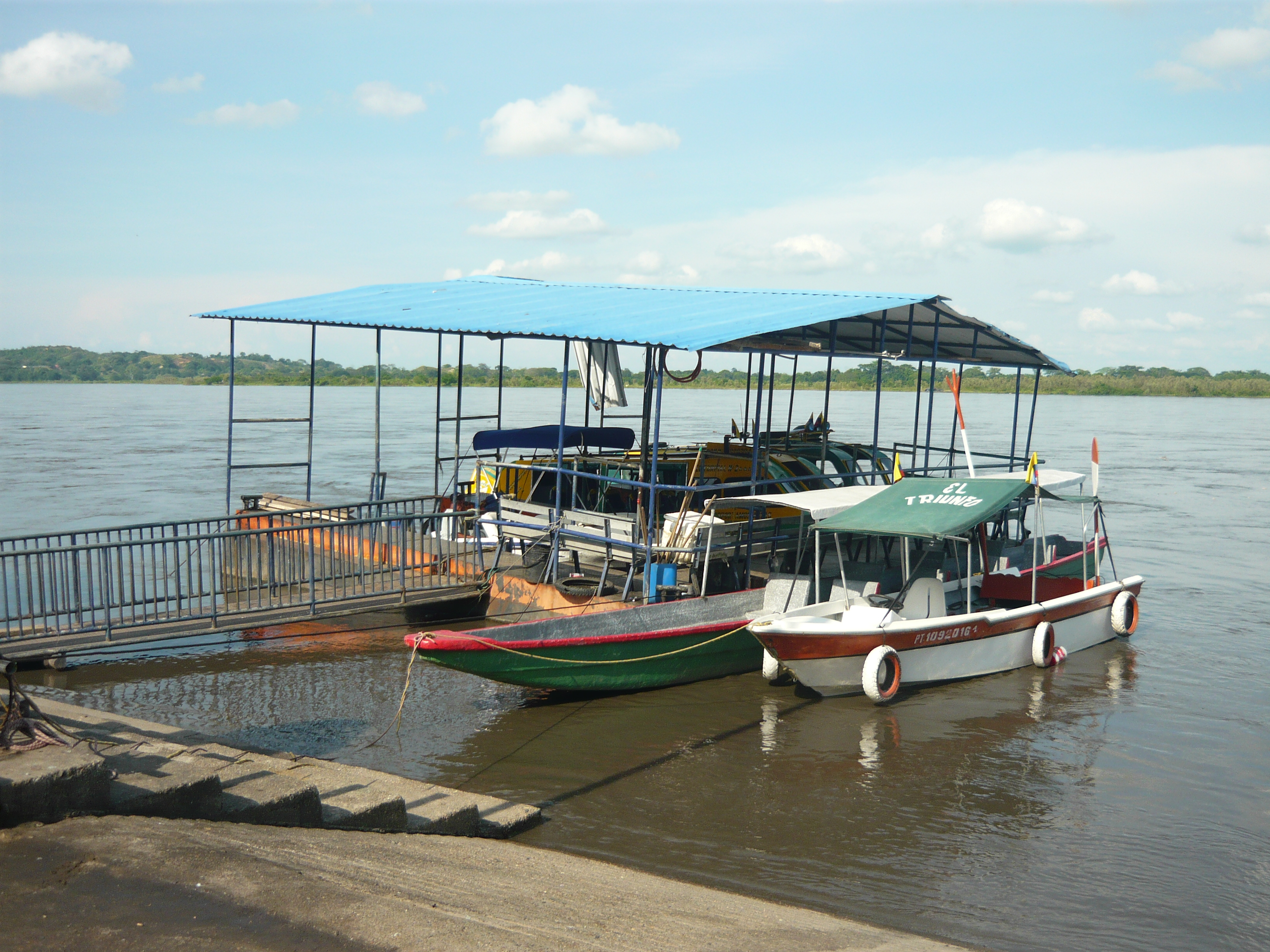
Muelle flotante sobre el río Magdalena. En época de lluvias el muelle se eleva de acuerdo a la cantidad de agua que el afluente traiga, y en verano el muelle baja permitiendo su uso en todo el año.

- Empresa asociativa del trabajo REHABILITAMOS
- AVA IPS (Alianza de Vida Activa)
- Fundación Médico Preventiva
- IPS Laboratorio y Óptica Berrio SAS
- IPS Salud Antioquia ltda
- IPS Salud Integral Preventiva
- Salud ocupacional Fernando Gutiérrez Soto
- Laboratorio Clínico Ruth Areiza
- Laboratorio Berrío
- Policlínico magdalena medio y CIA limitada (POMA)

Centro día
Ley 1315 del 13 de julio de 2009
Por medio de la cual se establecen las condiciones mínimas que dignifiquen la estadía de los adultos mayores en los centros de protección, centros de día e instituciones de atención".
Los centros de día son instalaciones especializadas en la tercera edad, donde un grupo de profesionales se dedica a la prevención, tratamiento y cuidado de las personas mayores.
En los centros de día las personas mayores pueden no solo aprender cosas nuevas, sino re-aprender las cosas que olvidan y por supuesto mejorar de la mano de sus equipos profesionales, encargados de cubrir las principales áreas de cuidado en salud física y mental de los mayores.
En Puerto Berrio el Centro Día, este bocado en la carrera 3 calle 57

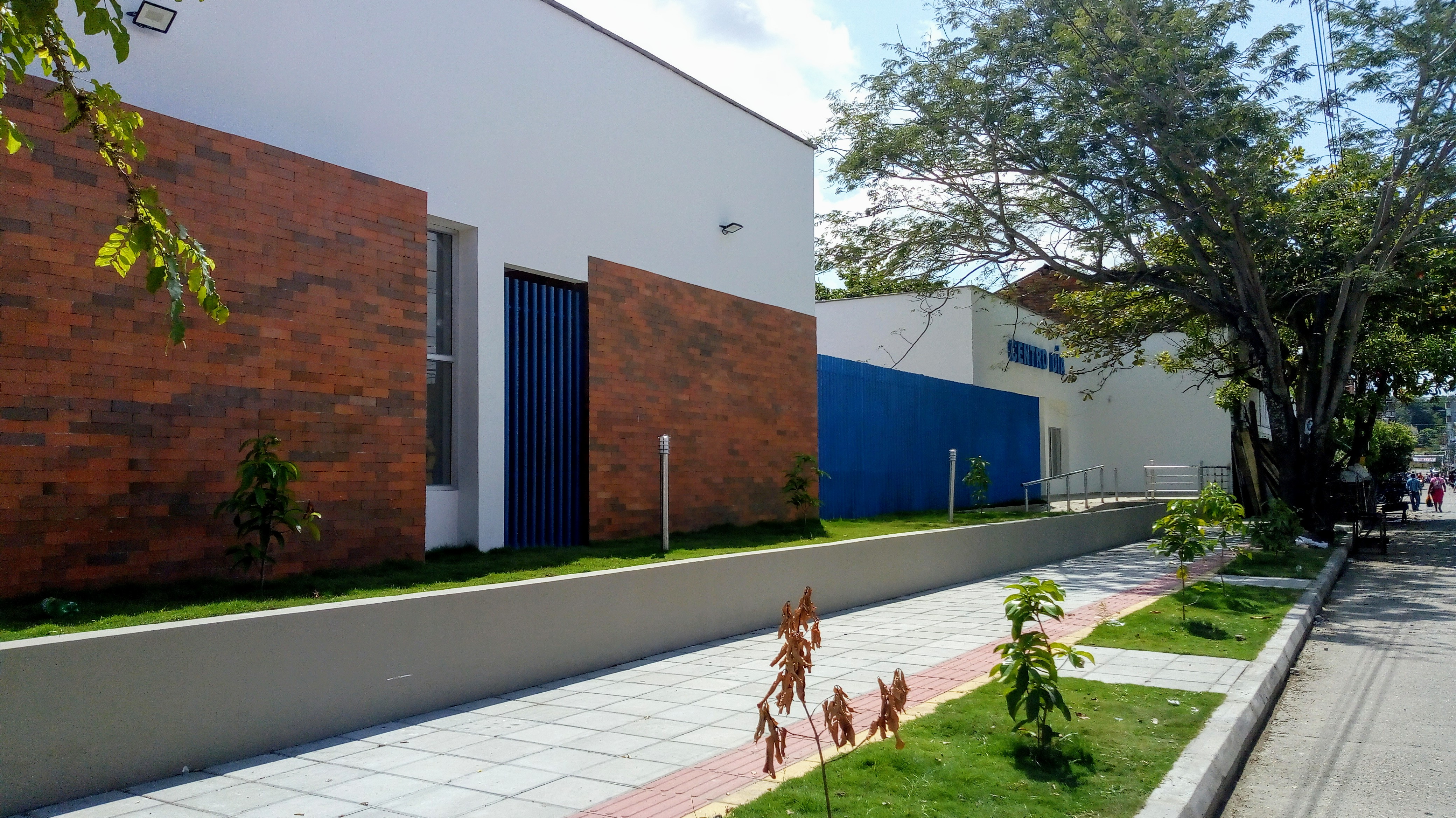
Fachada Centro Día Puerto Berrio Antioquia

### Educación
Instituciones educativas públicas
- Institución Educativa América
- Institución Educativa Alfonso López.
- Institución Educativa Antonio Nariño.
- Institución Educativa Bombona.
- Institución Educativa Escuela Normal Superior del Magdalena Medio.

Instituciones Educativas Privadas
- Colegio la Inmaculada.

Instituciones de Educación Superior
- Complejo Tecnológico Minero Agroempresarial -SENA
- Corporación de Educación la Inmaculada -CETELI
- Universidad de Antioquia - Sede Magdalena Medio.

### Servicios públicos
Están a cargo de Empresas Públicas de Medellín (EPM) es la empresa prestadora del servicio público de energía y gas natural. Aguas del Puerto S.A. ESP es la empresa prestadora del servicio público de acueducto, alcantarillado, aseo y alumbrado público en la zona urbana y rural del municipio.
TIGO / UNE, presta los servicios de telefonía, internet y televisión interactiva.

### Transporte
Se puede llegar por vía carreteable, fluvial y aérea.

### Medios de comunicación
Puerto Berrío cuenta con diferentes medios de comunicación como radio, televisión y periódicos. Las emisoras con las que se cuentas son la emisora del Ejército Nacional en el dial 90.3 FM, la emisora cultural de la Universidad de Antioquia 94.3 FM, la emisora comunitaria Puerto Berrío Estéreo 89.4 FM y la emisora Rivereña 1430 AM.
En la ciudad se sintonizan varios canales de televisión de señal abierta terrestre, los 3 canales locales son TELEBERRIO CANAL 9, CANA RTP y NOTIVISION. En Puerto Berrío circulan los periódicos El RIO y El INFORMATIVO de emisión mensual.

## Economía
Actualmente, en conjunto con la gobernación de Antioquia, se desarrolla un proyecto turístico que pretende ayudar a la economía del municipio y preservar bosques y quebradas de la región.
- Agricultura: cacao, maíz, plátano, yuca, limón.
- Ganadería: ganado de ceba y leche.
- Minería del oro.
- Industria maderera.
- Pesca. Esta organizada en diferentes asociaciones las cuales son ASOPINDE. ASOPESCA. ASOMILLA. ASOAMBIENTAL. ASOPEMUR. PESPECUA.
- Comercio muy activo.
- Artesanías: labores de atarrayas y chichorros.

El 22 de mayo de 1987, comerciantes domiciliados en el Magdalena Medio y Nordeste Antioqueño y matriculados en la Cámara de Comercio de Medellín, solicitaron la creación de la Cámara de Comercio del Magdalena Medio Y Nordeste Antioqueño con sede en el municipio de Puerto Berrio.
Petición concedida mediante oficio 3233 del 24 de junio de 1987. La Superintendencia de Industria y Comercio dio traslado al doctor SAUL URREGO SERNA, quien fue nombrado presidente de la Junta provisional de la Cámara de Comercio.
La Cámara de Comercio del Magdalena Medio y Nordeste Antioqueño es creada mediante el Decreto 482 del 16 de marzo de 1988, publicado en el Diario oficial 38258.

### Hotelería

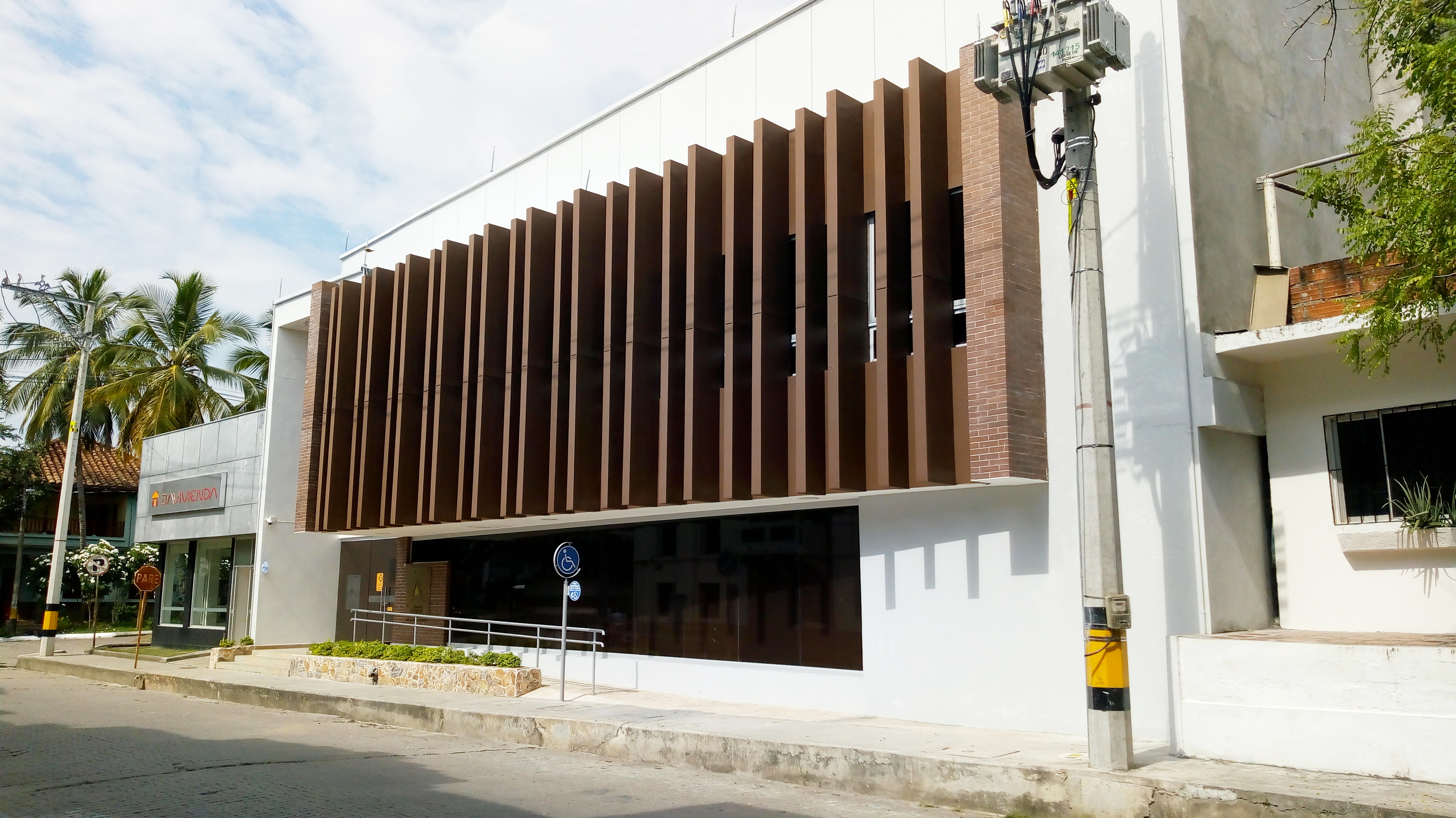
Edificio sede de la Cámara de Comercio del Magdalena Medio y Nordeste Antioqueño.

## Cultura

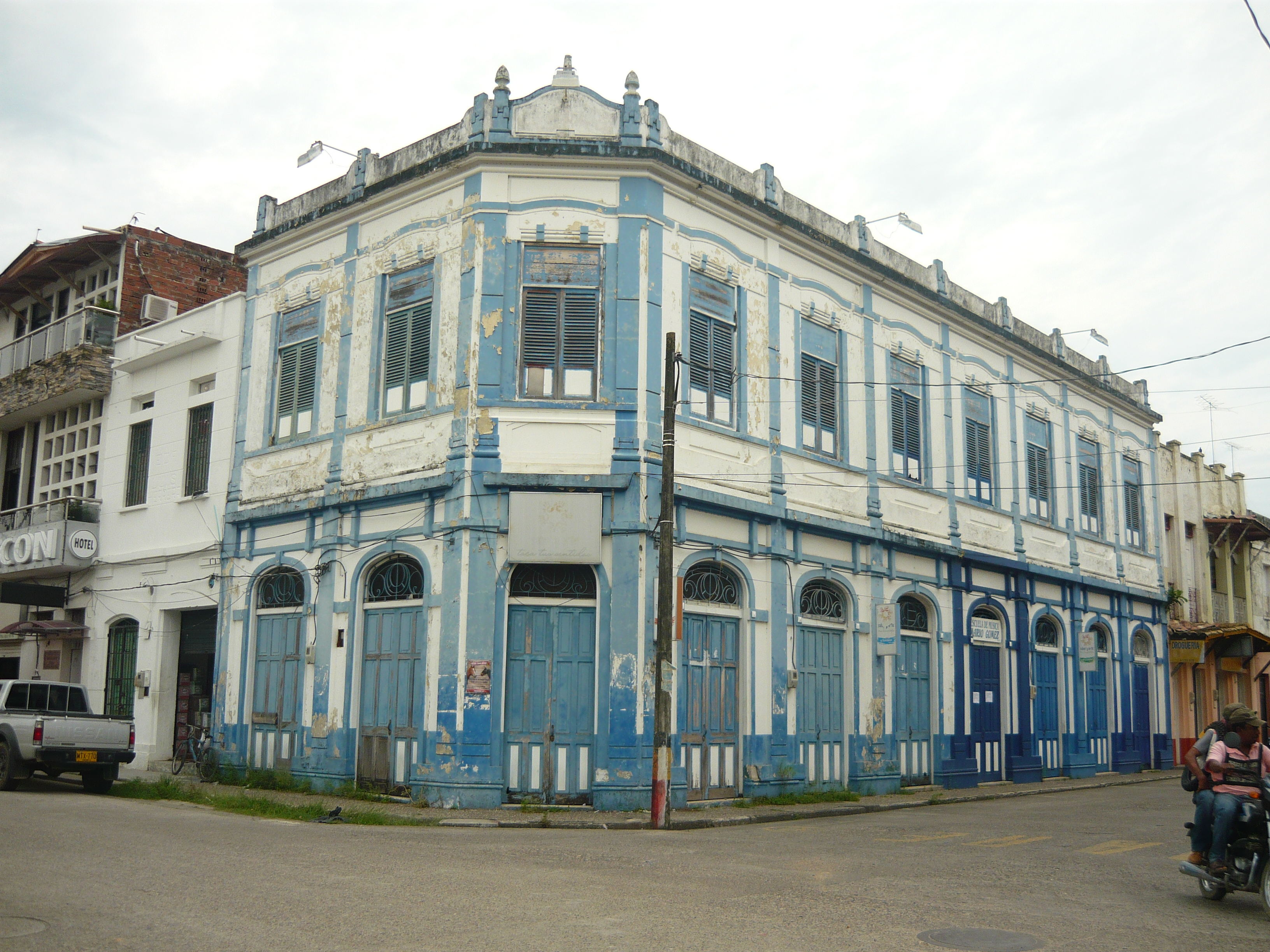
Escuela de Música Mario Gómez.

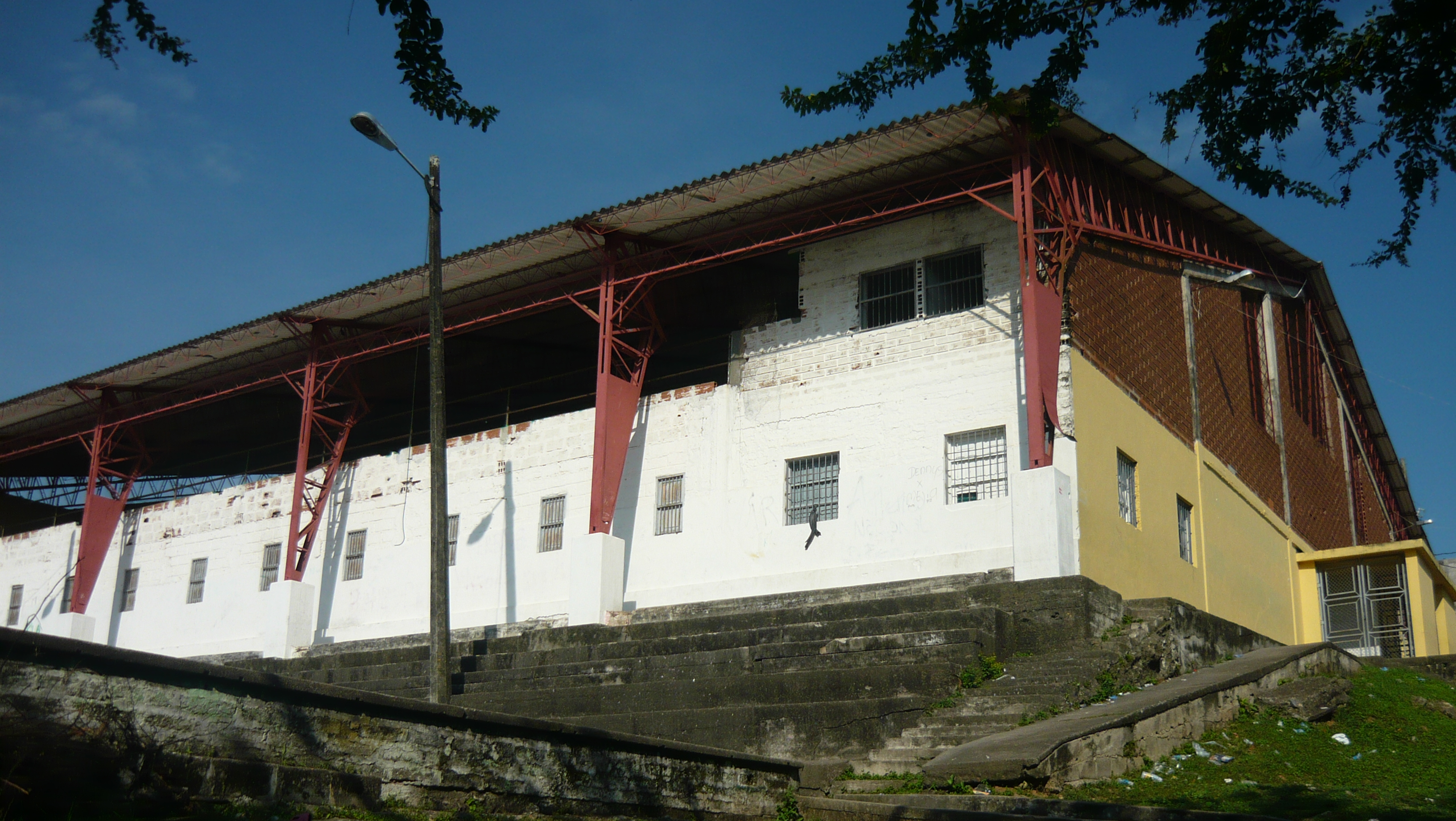
Coliseo cubierto Antonio Roldan Betancur

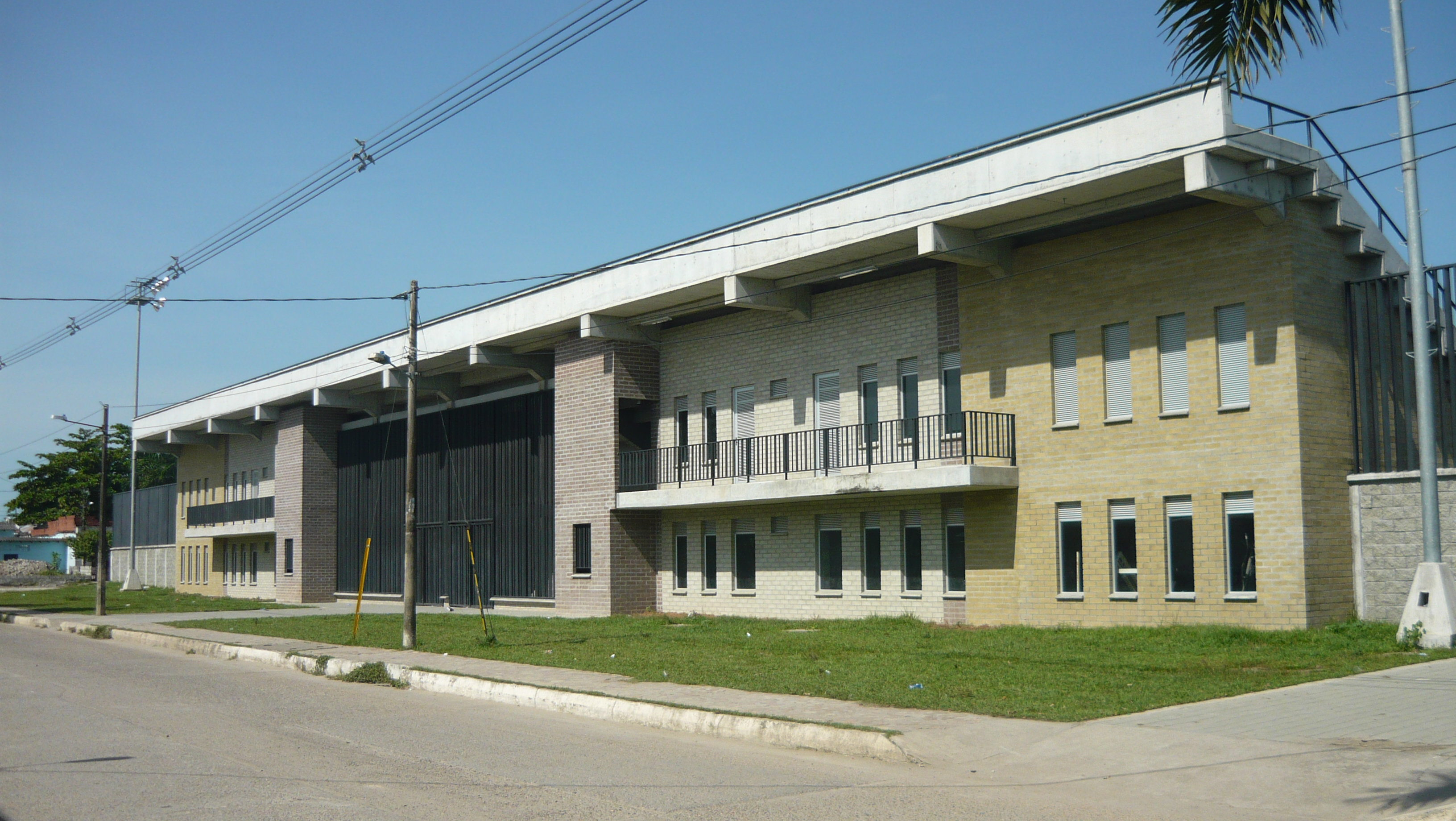
Estadio Jorge Eliecer Gaitan.

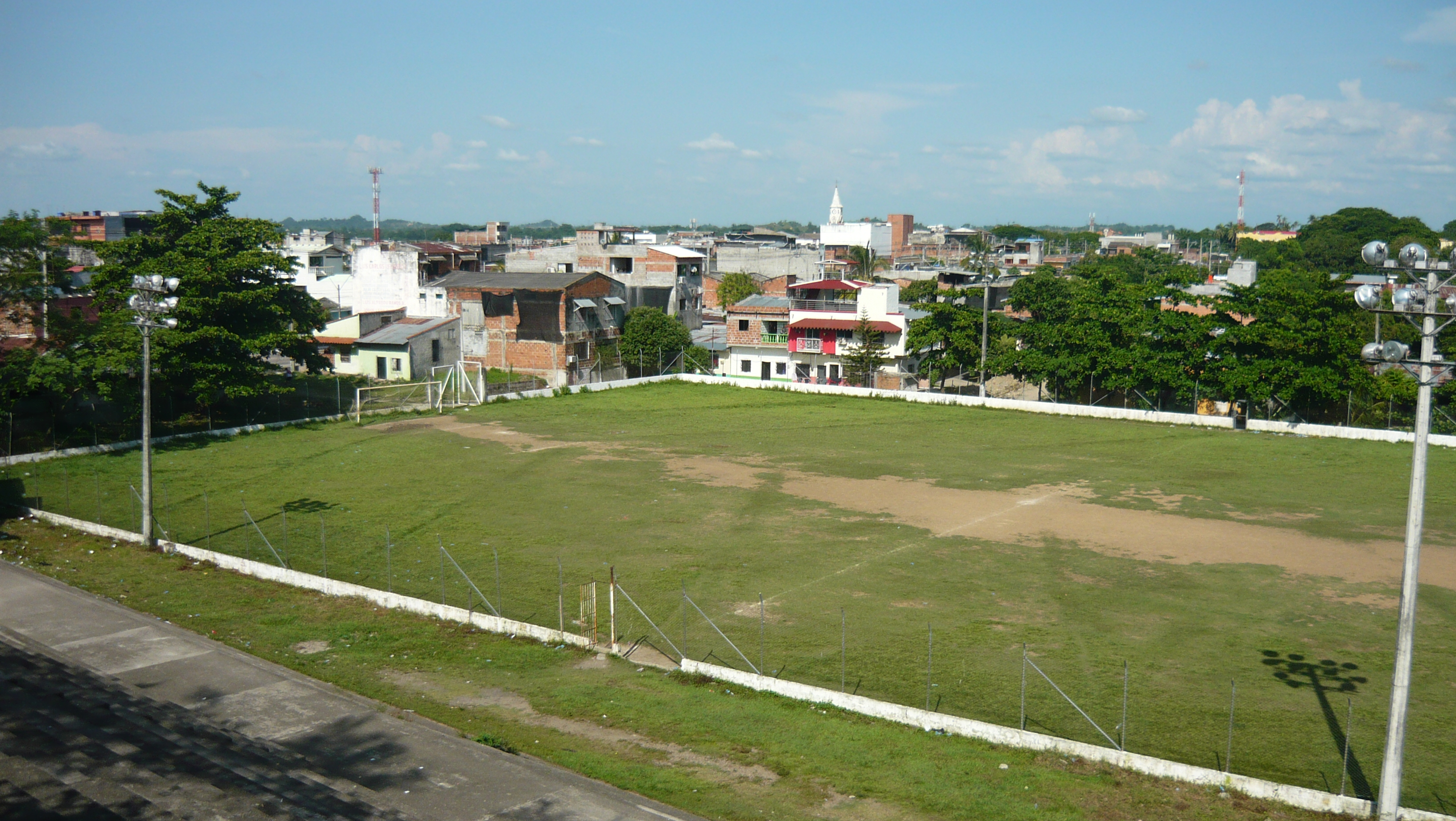
Cancha de fútbol ubicada en el barrio el Carmelo.

### Lugares de interés
- Biblioteca UdeA
- Casa Museo Hotel Magdalena, con guía.
- Museo Arqueológico y Etnográfico Regional.
- El Buque Explorador, centro navegante para el turismo.
- Iglesia de Nuestra Señora de los Dolores.

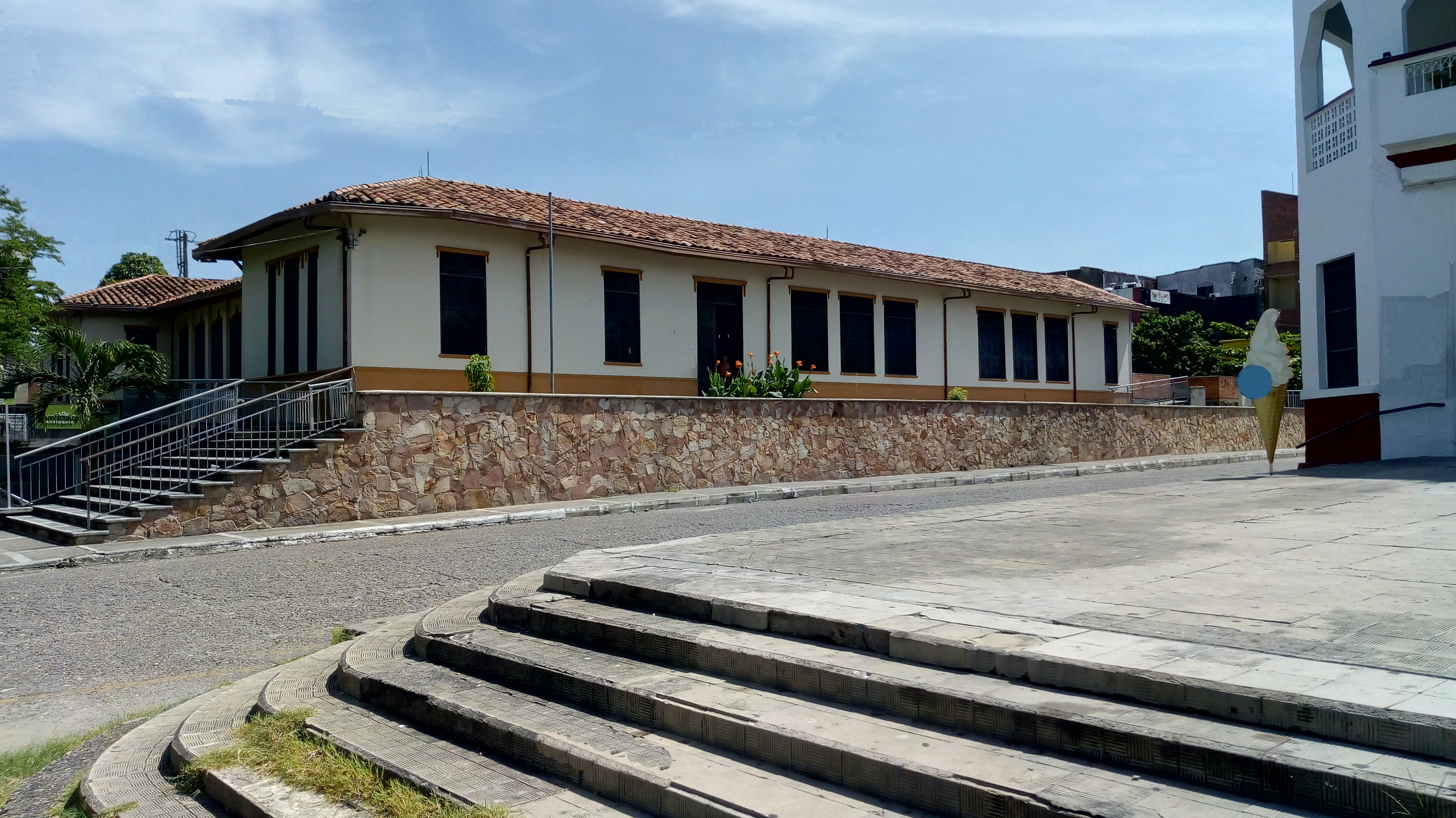
Ciudadela educativa y cultural América ubicada en el centro de Puerto Berrio

- Iglesia del Cristo Redentor
- Balneario La Alpina
- Guasimal
- El Suan
- Estación Malena.
- Antigua estación de ferrocarril
- Cerro Chipre
- Cerro de la Virgen.
- Parque Olaya Herrera
- Parque Obrero
- Plaza Divino Niño

### Gastronomía
Es numerosa la oferta de comida típica de la región, esencialmente pescado en muchas variedades, caldo y sancocho de pescado o viuda, comida paisa tradicional, bandeja paisa y asados, Pan mariquiteño y aliñado, empanadas, bollos, envueltos, arepas rellenas de variedad de alimentos, morcilla, y la conocidas comidas callejeras como: salchipapa, choripapa, pizza, jugos caseros.

### Bibliotecas
El municipio cuenta con una biblioteca pública central llamada Pedro Justo Berrio, en donde todas las personas de la localidad pueden acceder a los servicios que esta biblioteca ofrece. Además, las instituciones de educación pública y las de educación superior del municipio también cuentan con bibliotecas para el acceso de sus estudiantes y usuarios externos.

### Fiestas
- Fiestas del Retorno y Reinado de la Ecología, fiesta emblema del municipio.
- Fiestas de la Virgen del Carmen.
- Festival de la Cometa.
- Festival de la Noche de los Poetas.
- Fiestas de Aniversario.
- Festival de Danzas y Música Folclórica.
- Día del pescador 15 de noviembre
- alborada con Música
- Día de la Independencia de Colombia en los Colegios
- Festival Río Magdalena (Primera versión del 2 al 6 de enero de 2020)
- La Magdalena Fest

## Deportes
Estos son los escenarios deportivos con los que cuenta el municipio, Puerto Berrio ha sido protagonista en la Vuelta a Colombia de donde se ha dado la partida a una de las etapas de esta importante justa deportiva. De igual forma la Maratón Náutica Internacional visita los muelles del municipio de donde se da la partida hacia el municipio de Barrancabermeja.
El coliseo cubierto Antonio Roldan Betancur es un escenario multipropósito con una capacidad de 1200 espectadores, los cuales pueden apreciar fútbol sala, baloncesto y voleibol.